# Luxemburgo en los Juegos Olímpicos de Nagano 1998
Luxemburgo estuvo representado en los Juegos Olímpicos de Nagano 1998 por un deportista que compitió en patinaje artístico.  
El portador de la bandera en la ceremonia de apertura fue el patinador artístico Patrick Schmit. El equipo olímpico luxemburgués no obtuvo ninguna medalla en estos Juegos.